# Faulkender Ridge
Faulkender Ridge är en bergstopp i Antarktis. Den ligger i Västantarktis. Inget land gör anspråk på området. Toppen på Faulkender Ridge är 598 meter över havet.
Terrängen runt Faulkender Ridge är kuperad åt sydost, men åt nordväst är den platt. Trakten är obefolkad. Det finns inga samhällen i närheten.